# Jerzy Mencel
Jerzy Stanisław Mencel (ur. 6 kwietnia 1918 w Poddębicach, zm. 28 sierpnia 2012 w Manchester) – pułkownik pilot Polskich Sił Powietrznych. Jeden z czterech pilotów myśliwskich PSP, którzy zestrzelili niemiecki myśliwiec odrzutowy Me-262 Schwalbe.

## Życiorys
Syn Franciszka  i  Jadwigi  z domu Fijałkowskiej, miał trójkę rodzeństwa – siostry Marię i Wandę oraz brata Wacława. Uczył się w Państwowej Szkole Techniczno-Przemysłowej w Łodzi, gdzie w 1936 roku zdał egzamin maturalny. Wstąpił do Wojska Polskiego i w 18 pułku piechoty w Skierniewicach odbył kurs podchorążych piechoty. Po jego ukończeniu 3 stycznia 1937 roku został skierowany do Szkoły Podchorążych Rezerwy Lotnictwa w Dęblinie. W ciągu pięciu miesięcy przeszedł przeszkolenie teoretyczne i został skierowany na szkolenie lotnicze do Sadkowa.  Po ukończeniu szkolenia został przydzielony do eskadry treningowej w 3. pułku lotniczym. Latem 1938 roku otrzymał przydział do 132 eskadry myśliwskiej, gdzie kontynuował szkolenie na samolotach myśliwskich. Znalazł zatrudnienie w łódzkiej elektrowni, ale uzyskał uprawnienia instruktora pilotażu i od maja 1939 roku szkolił podchorążych w Dęblinie.
Po wybuchu II wojny światowej otrzymał przydział mobilizacyjny do 3 pułku lotniczego. 9 września dołączył do Bazy Lotniczej Nr 3, którą odnalazł w Lublinie, i został przydzielony do sformowanego tam oddziału lotniczego. Nie brał udział w walkach podczas kampanii wrześniowej, 17 września 1939 roku przez Kuty przedostał się do Rumunii. 28 września dotarł do Tulcea, skąd przez Jugosławię przedostał się do Grecji. Na pokładzie SS Pułaski 23 października dotarł do Marsylii. Został skierowany do polskiej bazy w Le Bourget i przeszedł przeszkolenie w pilotażu francuskich samolotów. Po klęsce Francji został ewakuowany na pokładzie SS Kmicic i 21 czerwca 1940 roku dotarł do Falmouth.
Zgłosił się do służby w Polskich Siłach Powietrznych, otrzymał numer służbowy RAF P-0217. Po przebycie w stacji zbornej w Blackpool 6 kwietnia 1941 roku został skierowany na szkolenie w 1. Polish Flying Training School w Hucknall, które ukończył 20 kwietnia. Od 28 kwietnia 1941 roku został przydzielony do służby w Ferry Service Squadron w Kemble gdzie 8 maja, podczas szkolenia, uległ wypadkowi i spędził pięć miesięcy w szpitalu na leczeniu.
Po zakończeniu leczenia, 31 października 1941 roku, w Grangemouth rozpoczął kurs myśliwski. Po jego ukończeniu, 1 stycznia 1942 roku, otrzymał przydział do dywizjonu 308. 29 stycznia 1942 roku wykonał swój pierwszy lot operacyjny. W lutym został przeniesiony do dywizjonu 317, 6 marca wykonał pierwszy lot bojowy na osłonę konwojów morskich na kanale La Manche. 15 marca 1942 roku brał udział w locie bojowym, który zakończył się tragicznie dla dywizjonu. Podczas lądowania w przygodnym terenie uległo rozbiciu 10 samolotów, zginął dowódca kpt. pil. Józef Brzeziński. Jerzy Mencel odniósł jedynie niegroźne obrażenia.
28 kwietnia 1942 roku, podczas operacji Circus 144, wspólnie z por. Januszem Walawskim uszkodził FW-190. 15 lipca, wspólnie z por Teofilem Szymankiewiczem, zestrzelił na pewno FW-190.
Podczas rajdu na Dieppe wykonywał loty operacyjne na osłonę lądujących wojsk. W kolejnych miesiącach brał udział w licznych lotach bojowych na osłonę wypraw bombowych atakujących obiekty przemysłowe na terenach okupowanych przez III Rzeszę. 3 marca 1944 roku ukończył turę lotów bojowych i został skierowany do szkoły lotniczej na stanowisko instruktora pilotażu. 3 kwietnia 1944 roku powrócił do latania operacyjnego w dywizjonie 309, objął dowództwo eskadry „A”. 25 maja wykonał pierwszy lot bojowy na osłonę konwoju. Od 1 listopada przechodził szkolenie w pilotażu samolotów Mustang Mk. III, w które został wyposażony dywizjon 309. Pierwszy lot bojowy na nowym typie samolotu wykonał 28 grudnia. 

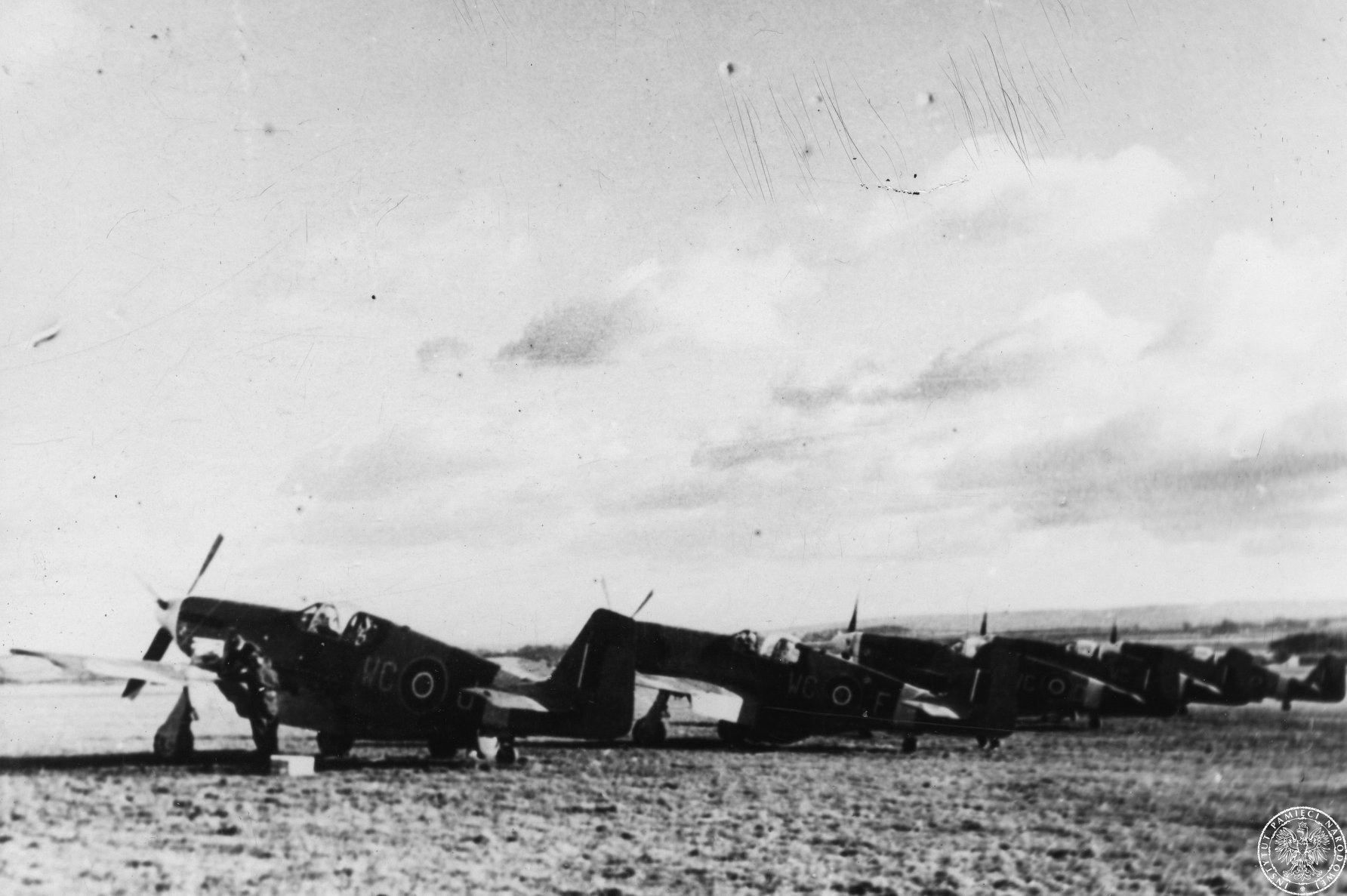
Samoloty Mustang Mk. III dywizjonu 309. Drugi od lewej samolot WC-F, na którym Jerzy Mencel zestrzelił Me-262

9 kwietnia 1945 roku, podczas operacji Ramrod 1533 w rejonie Hamburga, odniósł pewne zwycięstwo nad Messerschmittem Me 262. 13, 16 i 25 kwietnia uczestniczył w najdłuższych lotach bojowych Polskich Sił Powietrznych. W dwu pierwszych osłaniał bombowce atakujące niemieckie okręty wojenne w poecie Świnoujście, w trzecim eskortował bombowce bombardujące rezydencję Adolfa Hitlera Berghof.
Na liście Bajana został sklasyfikowany na 204. miejscu ze zniszczonym na pewno 1 i 1/2 oraz 1 uszkodzonym samolotem Luftwaffe. Podczas służby w PSP wykonał 104 loty bojowe nad terenami niemieckimi i okupowanymi oraz 87 lotów operacyjnych.
Po demobilizacji nie zdecydował się na powrót do komunistycznej Polski, pozostał w Anglii i zamieszkał w Manchesterze. Został pochowany na cmentarzu katolickim Wilmslow Cemetery.

## Życie prywatne
13 września 1945 roku zawarł związek małżeński z Barbarą Stuart Bailey. Miał córkę Belindę Coghlan i trzech wnuków.

## Ordery i odznaczenia
- Krzyż Walecznych – czterokrotnie,
- Medal Lotniczy – czterokrotnie,
- Polowa Odznaka Pilota,
- Distinguished Flying Cross,
- 1939-1945 Star,
- Defence Medal,
- War Medal 1939-1945.